# Rūdolfs Kundrāts
Rūdolfs Kundrāts   (14 d'agost de 1904 - valor desconegut) fou un futbolista letó de la dècada de 1930.
Fou 19 cops internacional amb la selecció de Letònia. Pel que fa a clubs, defensà els colors de LNJS Riga, LSB Riga i Riga Vanderer.